# Alfons Walicki
Alfons Walicki (ur. 1806?, zm. 24 października 1858 w Charkowie) – polski tłumacz z języków klasycznych.

## Życiorys
Urodził się w 1806 na Litwie. Nauki pobierał na Uniwersytecie Wileńskim, gdzie był uczniem Ernesta Grodka. Był beneficjentem funduszu utworzonego przez Michała Walickiego dla młodych ludzi noszących nazwisko Walicki. W 1828 dostał skierowanie do Akademii Nauk w Petersburgu i w 1833 uzyskał w Cesarskim Uniwersytecie Dorpackim stopień doktora filozofii.
Był członkiem dorpackiej korporacji akademickiej Konwent Polonia.
Dostał skierowanie do Charkowa i na tamtejszym uniwersytecie wykładał język grecki i łaciński. Zanim opanował wystarczająco język rosyjski wykłady prowadził po łacinie. Był autorem przekładów m.in. Ajschylosa, Sofoklesa, Eurypidesa, jak i części I Fausta J.W.Goethego. Był osobą towarzyską i otwartą stąd też był lubianym wykładowcą i miał duży autorytet wśród studentów.
W 1837 ożenił się z Emilią z domu Rozenek i mieli sześcioro dzieci. Prowadzili wspólnie pensjonat dla studentów.
Zmarł niespodziewanie 24 października 1858.